# Amerigo Vespucci (A 5312)
L'Amerigo Vespucci és un vaixell escola de la Marina Militare d'Itàlia, construït el 1930. Va ser dissenyat per Francesco Rotundi, tinent coronel del Geni Navale. El 15 d'octubre de 1931, al port de Gènova, va rebre la bandera de combat en mans del seu primer comandant, Augusto Radicati di Marmorito. La seva comesa va ser acompanyar el veler Cristoforo Colombo en les tasques d'ensinistrament, fins al final de la Segona Guerra Mundial. El seu lema és: «Non chi comincia ma quel che persevera» («No el que comença, sinó el que persevera»).